# Pawtucket Rangers
J. & P. Coats foi um clube de futebol norte-americano com sede em Pawtucket, Rhode Island, que pertencia a J. & P. Coats Company e foi fundado em 1900. Entre 1921 e 1932, disputou a American Soccer League.

## História
O clube venceu a Rhode Island League na temporada 1913/14 e no ano seguinte, foi um dos membros inaugurais da Southern New England Soccer League, uma liga semiprofissional. Em 1921, o clube se juntou à American Soccer League, como membro inaugural desta.
Na temporada 1928/29, após enfrentar dificuldades financeiras, foi adquirido por novos administradores. Os novos donos nomearam o clube para Pawtucket Rangers.
O Pawtucket Rangers deixou a ASL original em 1932 e se juntou à New England Division da nova American Soccer League na temporada 1933/34.
Também conquistou a Times Cup em 1919.

## Estatísticas

### Participações
|  | Participações em 2020 |

| Competição     | Competição             | Temporadas | Melhor campanha   | Estreia | Última    | P | R |
| Estados Unidos | American Soccer League | 12         | Campeão (1922/23) | 1921/22 | Fall 1932 |   | – |